# Olympische Winterspiele 1984/Teilnehmer (Großbritannien)
| Gelbes Symbol für Goldmedaillen mit stilisierten Olympischen Ringen | Graues Symbol für Silbermedaillen mit stilisierten Olympischen Ringen | Braundes Symbol für Bronzemedaillen mit stilisierten Olympischen Ringen |
| ------------------------------------------------------------------- | --------------------------------------------------------------------- | ----------------------------------------------------------------------- |
| 1                                                                   | —                                                                     | —                                                                       |

Das Vereinigte Königreich nahm an den Olympischen Winterspielen 1984 in Sarajevo mit einer Delegation von 50 Athleten (37 Männer, 13 Frauen) teil. Der Eiskunstläufer Christopher Dean wurde als Fahnenträger für die Eröffnungsfeier ausgewählt.

## Teilnehmer nach Sportarten

### Biathlon
Herren:
- Graeme Ferguson
10 km: 44. Platz
- Patrick Howdle
4 × 7,5 km: 12. Platz
- Trevor King
10 km: 51. Platz
- Charles MacIvor
20 km: 37. Platz
4 × 7,5 km: 12. Platz
- Tony McLeod
20 km: 44. Platz
4 × 7,5 km: 12. Platz
- Jim Wood
10 km: 26. Platz
20 km: 14. Platz
4 × 7,5 km: 12. Platz

### Bob
| Zweierbob: - Tom De La Hunty / Peter Lund (GBR I) 21. Platz - Peter Brugnani / Gomer Lloyd (GBR II) 10. Platz | Viererbob: - Corrie Brown / Mike Pugh / Mark Tout / Tony Wallington (GBR I) 20. Platz - Peter Brugnani / Gomer Lloyd / Gus McKenzie / Howard Smith (GBR II) 15. Platz |

### Eiskunstlauf
| Damen: - Susan Jackson 17. Platz | Herren: - Paul Robinson 22. Platz | Paare: - Susy Garland / Ian Jenkins 14. Platz | Eistanz: - Jayne Torvill / Christopher Dean - Karen Barber / Nicky Slater 6. Platz - Wendy Sessions / Stephen Williams 11. Platz |

### Eisschnelllauf
Herren:
- Bryan Carbis
1500 m: 39. Platz
5000 m: 41. Platz

### Rodeln
| Damen: - Claire Sherred DSQ | Herren: - Mike Howard 26. Platz - Chris Prentice 29. Platz - André Usborne 27. Platz |

### Ski Alpin
| Damen: - Lesley Beck Slalom: DNF - Clare Booth Abfahrt: DNF | Herren: - Graham Bell Abfahrt: 32. Platz - Martin Bell Abfahrt: 18. Platz Riesenslalom: 32. Platz - Frederick Burton Abfahrt: 37. Platz Riesenslalom: 39. Platz - David Mercer Riesenslalom: 33. Platz Slalom: DNF - Connor O’Brien Abfahrt: 33. Platz - Nicholas Wilson Riesenslalom: 38. Platz Slalom: 16. Platz |

### Ski Nordisch

#### Langlauf
| Damen: - Carolina Brittan 5 km: 50. Platz - Ros Coats 5 km: 44. Platz 10 km: 45. Platz 20 km: 36. Platz 4 × 5 km: 11. Platz - Lauren Jeffrey 10 km: 48. Platz 4 × 5 km: 11. Platz - Nicola Lavery 5 km: 47. Platz 10 km: 46. Platz 20 km: 39. Platz 4 × 5 km: 11. Platz - Doris Trueman 5 km: 46. Platz 10 km: 47. Platz 4 × 5 km: 11. Platz | Herren: - Stephen Daglish 30 km: 58. Platz - Mike Dixon 15 km: 60. Platz 4 × 10 km: 14. Platz - Mark Moore 15 km: 58. Platz 30 km: 50. Platz 50 km: 44. Platz 4 × 10 km: 14. Platz - Andrew Rawlin 30 km: 52. Platz 4 × 10 km: 14. Platz - John Spotswood 15 km: 57. Platz 30 km: 54. Platz 50 km: 45. Platz 4 × 10 km: 14. Platz - Marty Watkins 15 km: 63. Platz |